# Jesús Vásquez
Jesús Vásquez Vásquez (Lima, 20 de diciembre de 1920-Lima, 3 de abril de 2010), conocida simplemente como Jesús Vásquez fue una cantante peruana de música criolla, reconocida como la Reina y Señora de la Canción Criolla, epíteto ganado en 1939 por la revista La Lira Limeña.

## Biografía
Fue hija de Pedro Vásquez y de María de Jesús Vásquez Vásquez, nacida en la céntrica calle de Pachacamilla (hoy Jirón Chancay), en un callejón de propiedad de la familia Paz Soldán, en la misma calle donde está la Hermandad del Señor de los Milagros. 

### Inicios
Comenzó a cantar bajo la tutela de su madre. Ella misma comenta que comenzó a cantar por inspiración divina[cita requerida] y que empezó sus pininos artísticos en el Colegio de Las Nazarenas de Lima.
Con 18 años debutó, el 3 de febrero de 1939, en un espacio de la desaparecida Radio Grellaud, donde interpretaba tres canciones a las 11 de la noche. Luego de dos meses de trabajo, en abril de ese año fue llevada por el empresario chileno Sierralta, quien era el director artístico de Radio Goycochea. Se la llevó a su emisora junto al compositor Lucho de la Cuba, que provenía del grupo Los Criollos y le ofrecieron una audición, empezando a cantar y en cada función que se transmitía semanalmente le pagaban 50 centavos. Debido al éxito las audiciones se efectuaban cada 3 veces a la semana, llegando a hacer espacios en matiné, vermut y nocturno.
Su reconocimiento vino por su interpretación del vals peruano "El plebeyo", de Felipe Pinglo Alva, en una invitación para realizar un homenaje al compositor en el Teatro Segura. Gozando ya de la admiración e incrementado en dicho homenaje su popularidad, el compositor Pedro Espinel, la lleva al Centro Musical Felipe Pinglo, que estaba ubicado en los Barrios Altos.

### Reina y señora de la canción criolla
El 19 de julio de 1939 la revista La Lira Limeña organiza un concurso musical en el cine Teatro Apolo, en el barrio del Chirimoyo, con votación popular de sus radioescuchas. Jesús Vásquez gana el certamen y es coronada como la Reina y Señora de la Canción Criolla.
Corto tiempo después es contratada para cantar en el cine en la película peruana El gallo de mi galpón, en donde interpretó «El plebeyo». Continuó su carrera artística en Radio Nacional, Radio Victoria y Radio Lima; todas ellas la querían como figura central de sus emisiones estelares diarias.  
Inició giras por el interior del país, y en 1945 viajó a Buenos Aires, firmando para los sellos discográficos Odeón y Dion, donde bajo la dirección musical de los maestros Jorge Huirse y Carlos Martínez respectivamente, grabó temas como Todos vuelven, Cholita, Secreto, No quiero volver a querer, Morropón de San Miguel, y el ya famoso El plebeyo, entre otros. En 1947 se volvió en una de las peruana cotizadas, con un salario de 1000 soles oro. Luego realizó una gira internacional, llegando a Chile, Bolivia, Colombia, Venezuela, Centroamérica, Estados Unidos, México, Francia y Australia. Cuenta la historia que, cuando llegó a Chile para presentarse, al ser el nombre «Jesús» indistintamente nombre de varón o de mujer, el público desconocía de qué género iba a ser el cantante. Para evitar esta encrucijada, los promotores del espectáculo decidieron promocionarla como «María de Jesús» Vásquez (que, coincidentemente, era el nombre de la madre de la artista). Siendo para la posteridad conocida en aquel país con ese nombre compuesto. 
Finalmente el tema que la consagró definitivamente fue el vals «Corazón», del maestro Lorenzo Humberto Sotomayor. Este vals fue grabado en 1946 en Chile para Odeón. En la interpretación está acompañada por el mismo compositor y su grupo Los Chalanes del Perú. Lorenzo Humberto Sotomayor, en su calidad de padrino artístico, le había apoyado a conseguir sus primeras audiciones radiales. Sin embargo, el mayor apoyo fue la composición de varios de los temas escritos por ella misma. Entre estos temas estuvieron, además de "Corazón", "Burla", "Mi pena" y "Sueño y realidad".
A lo largo de su carrera artística grabó aproximadamente 60 LP de 33rpm y 80 discos de carbón, sumando los que grabó en cada ciudad que visitó, y compartió escenarios con Celia Cruz, Pedro Vargas, Pedro Infante, Libertad Lamarque, Los Panchos, Raphael. Finalmente, se retiró en el 2005, a los 87 años. En 2008 fue condecorada Medalla Cívica de la Orden Santiago Apóstol, la más alta distinción de la municipalidad de Surco.
Una de sus hijas, Pochita Vásquez, siguió sus pasos musicales. 
A finales del mes de octubre de 2007, la salud de la intérprete se vio afectada por una neumonía, y luego aquejada por el alzheimer. Falleció el 3 de abril de 2010, a los 89 años de edad, por una complicación multiorgánica derivada de una intervención quirúrgica intestinal.

## Asociación Cultural Musical “Jesús Vásquez”
Fundada sin fines de lucro el 20 de diciembre del 2005, su función es rescatar, conservar y dar difusión a la obra artística de la cantante.
El 1 de mayo de 2009 se inauguró La casa museo Jesús Vásquez en el distrito limeño de San Miguel, donde se exhiben su discografía, fotografías, filmografía, diplomas, reconocimientos y objetos personales. Este proyecto tiene como fin poder realizar un proyecto mayor, el Museo de la Música Criolla de la Costa del Perú.

## Discografía
- Ayer, hoy y siempre... Jesús Vásquez
- Los Hits de Jesús Vásquez
- Retrato Musical
- En Ecuador, canta pasillos
- Reina de la Canción Criolla
- Interpreta a Felipe Pinglo
- Canciones de oro
- Mensaje de peruanidad
- La voz incomparable
- La historia de...
- La Reina y su Corte
- Jesús Vásquez con la guitarra de Óscar Avilés
- Aeroperú presenta sus mejores pasillos
- Jesús Vásquez y Víctor Dávalos, cantan juntos
- Tres estrellas con Enrique Lynch
- En Nueva York
- A mi Perú cariñosamente, con Lucho González.
- Mis Canciones Favoritas

## Filmografía
- El gallo de mi galpón (Sigifredo Salas, Amauta Films - 1938)
- El guapo del pueblo (Sigifredo Salas, Amauta Films - 1938)
- Palomillas del Rímac (Sigifredo Salas, Amauta Films - 1938)
- Bala de Plata (Miguel Delgado, Alfa Film S.A. - 1959)